# 四方修
四方 修（しかた おさむ、1930年9月24日 - 2023年2月27日）は、日本の経営者、元警察官僚。位階は従四位。旧姓は「竹岡」。

## 来歴
京都府亀岡市出身。
京都府立亀岡高等学校を経て、1955年に京都大学法学部を卒業後、警察庁に入庁する。高知県警察本部警務部長、審議官、愛知県警察本部長、大阪府警察本部長などを歴任する。1984年3月の江崎グリコ社長誘拐事件に端を発する、グリコ・森永事件では、府警本部長として捜査を指揮した。
退官後、1986年関西電力常勤顧問、1987年関西空港専務取締役を経て、1993年総合ビルメンテナンス会社のジャパンメンテナンス（現：イオンディライト）の社長を務める。2001年1月に、ジャパンメンテナンスの親会社である大手スーパーマイカル（現：イオン）の社長に就任した。しかしマイカルは同年9月14日に民事再生法を適用して経営破綻し、同日四方は社長を解任された。
その後、ジャパンメンテナンスに相談役として復帰。以降、一富士債権回収社長を経て日建会長となる。
特定非営利活動法人日本障害者競技支援協会を設立した。
2023年2月27日、老衰のため大阪市内の高齢者施設で死去。92歳没。死没日付をもって従四位に叙された。

## 親族
- 子息四方光は警察官僚を経て中央大学教授。喪主も務めた。
- 次兄竹岡勝美も警察官僚、岡山県警察本部長や防衛庁官房長を歴任した
- 長兄竹岡正夫は、香川大学名誉教授
  - 考古学者の竹岡俊樹は甥（上記が父）
- 予備校講師の竹岡広信は甥（父は教育者）